# Mànega (nàutica)

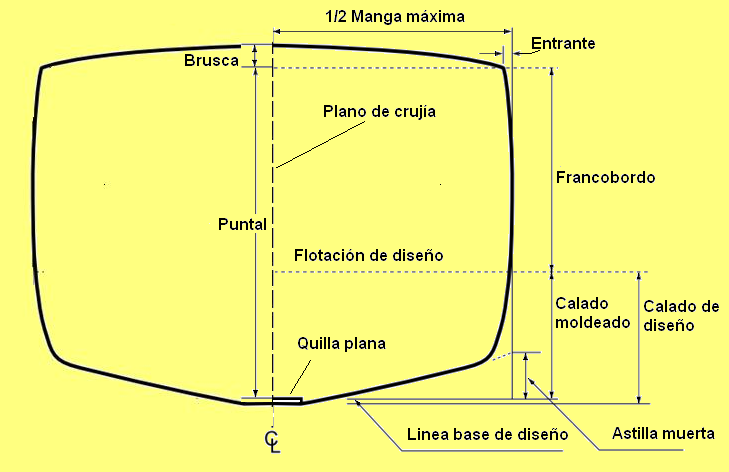
Dimensions transversals d'un vaixell.

La mànega, oberta, màniga o amplada és l'amplària d'una embarcació mesurada en el seu punt més ample. En funció dels plans de referència que s'utilitzin es defineixen diversos tipus de mànega:
- Mànega màxima: és la distància entre els extrems del vaixell a babord i a estribord, que normalment correspon a la quaderna mestra.
- Mànega de flotació és la mànega mesurada a la línia de flotació del vaixell.
- Mànega de traçat, de disseny o fora de membres: és la distància entre les posts a un costat i l'altre de la quaderna més ampla, que no necessàriament coincideix amb la quaderna mestra.